# Neo-Geo
Neo-Geo — ігрова система, створена японською компанією SNK в 1989 році. Найбільше вона була відома як система для аркадних ігрових автоматів, а також випускалася як окрема ігрова приставка (console). Система для ігрових автоматів (MVS — Multi Video System) відрізнялася від приставки (AES — Advanced Entertainment System) наявністю слотів для установки до 6 ROM-картриджів одночасно. Приставка з'явилася в широкому продажі на рік пізніше (в 1990) і не мала такої популярності як ігровий автомат, через її високу вартість для кінцевого користувача. Ще пізніше (в 1994 році) була випущена версія приставки з CD-дисководом («Neo Geo CD»), яка також не отримала популярності.
Ігри, що випускалися під дану приставку, пропонували користувачам досить якісну 2D-графіку і високоякісний звуковий супровід.
Ігрова система базувалася на 16-бітному процесорі Motorola 68000 (12 МГц) (або його клонах) і 8-бітному Z80 (4 МГц), який використовувався як звуковий співпроцесор. Для створення звукових ефектів опціонально міг використовуватися 15-канальний звуковий чип Yamaha YM2610.